# Подъельник
Подъе́льник, или Вертля́ница (лат. Monótropa) — род многолетних микогетеротрофных бесхлорофильных трав семейства Вересковые. Растения этого рода широко распространены в регионах с умеренным и холодным климатом Северного полушария, большей частью в хвойных лесах.
Род состоит из двух видов, один из которых встречается в России.

## Название
Синоним научного названия — Hypopitys Hill (1756).
Научное название рода, Monotropa, можно перевести как «однобокий» (др.-греч. μόνος — «один», τρόπος — «поворот»). Это название дано из-за однобокого соцветия, свойственного для вида Monotropa hypopitys, который растёт в Европе. Русское название «подъельник» является переводом видового эпитета этого же вида (др.-греч. ὑπο- — «под», πίτυς — «ель»). В качестве русского названия рода иногда используется слово «монотропа» — транслитерация научного (латинского) названия.
Русские народные названия — «подъельница» («подельница»), «уразная трава», «уединенница».
Английские названия рода — Indian Pipe («индейская трубка» — из-за сходства растений с курительными трубками индейцев), Ghost Plant («растение привидений», «духов цветок» — из-за специфического беловатого оттенка), Corpse Plant («трупный цветок»).
Финское название рода, Mäntykukat, дословно можно перевести как «сосновые цветы» (дано по обычному месту произрастания), а эстонское, seen-lill, — «гриб-цветок» (дано из-за сходства с лесными шляпочными грибами).

## Ботаническое описание
Представители рода — многолетние травянистые растения, полностью лишённые хлорофилла. Окраска — белая или желтоватая (иногда розовая или даже розово-красная), одинаковая и для стебля, и для листьев, и для цветков; всё растение кажется вылепленным из воска. Подъельник распространён в тенистых лесах разного состава — преимущественно в хвойных, но встречается также в смешанных и лиственных лесах (например, в дубравах). Растёт в лесной подстилке — чаще всего у основания хвойных растений.
Стебель сочный, высотой от 5 до 25 см, диаметром около 0,5 см.
Листья очерёдные, мясистые, чешуевидные, яйцевидно-продолговатые, длиной около 1,5 см.
Цветки правильные, длиной до 1,5 см, удлинённой колокольчатой формы. У подъельника одноцветкового цветки одиночные, у подъельника обыкновенного — в количестве от двух до двенадцати, плотно прилегают друг к другу, собраны в верхушечную поникшую кисть. Чашечка отсутствует; обычно имеются два прицветничка, по величине почти равные лепесткам. Венчик почти белый или кремовато-желтоватый, состоит из четырёх или пяти лепестков, каждый из которых имеет при основании небольшое мешковидное вздутие. У подъельника одноцветкового нектар выделяется именно этими утолщениями. Нектарный диск в цветках подъельника отсутствует (в отличие от большинства других родственных ему видов), однако в основании завязи сохраняются редуцированные сосочки. Тычинок не менее восьми. Цветение — с середины лета по середину осени (в Европейской части России — в конце лета). Завязь верхняя. Опыление происходит с помощью насекомых. Для их привлечения растение распространяет аромат, похожий на запах лимона.
Плод — овальная (яйцевидная) коробочка. При созревании плодов поникшая кисть, на которой были цветки, выпрямляется.
Семена подъельника по сравнению с семенами других вересковых очень лёгкие, похожи на пыль (их масса составляет 0,000003 г), снабжены «хвостиком». «Хвостик» и такая малая масса объясняются тем, что семена распространяются потоками воздуха, а в густых лесах, в которых растёт подъельник, дуновения ветра очень слабы.

### Питание
До недавнего времени считалось, что подъельник — микогетеротрофное сапрофитное растение, но организация его питания оказалась гораздо более сложной. Подъельник, как и большинство других представителей семейства Вересковые, живёт в симбиозе с микроскопическими грибами. Особенностями симбиоза у подъельника является то, что гифы одних и тех же грибов проникают как в корни подъельника, так и в корни расположенных рядом деревьев. Через эти гифы подъельник получает не только те питательные вещества, которые вырабатывают грибы, но и вещества от деревьев (например, фосфаты), которые необходимы ему для нормального функционирования, в том числе формирования семян (именно по этой причине подъельник может обходиться без фотосинтезирующих частей); в обмен деревья получают посредством тех же грибных гифов избыток сахаров, вырабатываемых подъельником.
Ещё одной особенностью подъельника является то, что микроскопические грибы находятся практически во всех органах растения: и в корнях, и в побегах и даже в цветках.
Открытым остаётся вопрос, следует ли считать представителей рода Подъельник растениями-паразитами.

## Использование
Индейцы Северной Америки использовали подъельник для лечения глазных болезней: лекарство из этого растения они наносили на конъюнктиву глаза. В Европе подъельник использовался как лекарственное растение при лечении коклюша.

## Классификация

### Таксономическое положение
- Monotropa L., 1753, Sp. Pl. : 387

Род Подъельник ранее включали в семейство Monotropaceae Nutt. (Вертляницевые, или Подъельниковые), но позже ранг подъельниковых был понижен до подсемейства (Monotropoideae) в составе семейства Вересковые (Ericaceae). Сейчас в это подсемейство входит три трибы, в том числе триба Вертляницевые, или Подъельниковые (Monotropeae) примерно с восемью родами, среди которых — Аллотропа, Монотропсис и Подъельник.
Род Подъельник относится к подсемейству Вертляницевые (Monotropoideae) семейства Вересковые (Ericaceae) порядка Верескоцветные (Ericales) последовательно входящего в клады Астериды → Суперастериды → Эвдикоты → Цветковые растения. Таксономическая схема в соответствии с Системой APG IV по состоянию на декабрь 2023 года:
|  |                          |  |                                   |                                   |                      |  | еще 21 семейство | еще 21 семейство  |                            |  |  |  | еще 10 родов |
|  |                          |  |                                   |                                   |                      |  | еще 21 семейство | еще 21 семейство  |                            |  |  |  | еще 10 родов |
|  |                          |  |                                   | порядок Верескоцветные            |                      |  |                  |                   | подсемейство Вертляницевые |  |  |  |              |
|  |                          |  |                                   | порядок Верескоцветные            |                      |  |                  |                   | подсемейство Вертляницевые |  |  |  |              |
|  | клада Цветковые растения |  |                                   |                                   | семейство Вересковые |  |                  |                   | род Подъельник             |  |  |  |              |
|  | клада Цветковые растения |  |                                   |                                   | семейство Вересковые |  |                  |                   |                            |  |  |  |              |
|  |                          |  | ещё 63 порядка цветковых растений | ещё 63 порядка цветковых растений |                      |  |                  | еще 8 подсемейств | еще 8 подсемейств          |  |  |  |              |
|  |                          |  |                                   | ещё 63 порядка цветковых растений |                      |  |                  |                   | еще 8 подсемейств          |  |  |  |              |

|                         |  |
| Подъельник обыкновенный |  |

|                          |  |
| Подъельник одноцветковый |  |

### Виды
Род Подъельник включает два вида:
- Monotropa hypópitys L. (1753)[3] — Подъельник обыкновенный [syn.  Hypopitys monotropa Crantz (1766)]. Вид встречается во многих регионах Евразии с умеренным климатом, а также на тихоокеанском побережье Северной Америке. В России — в Европейской части, Сибири и на Дальнем Востоке. В Европейской части России вид чаще встречается в нечернозёмной полосе[4]. В целом этот вид — довольно редкое растение, но местами встречается в большом количестве[10].
  - Подвид Monotropa hypopitys subsp. hypophegea иногда рассматривают как самостоятельный вид Monotropa hypophega Wallr. (1822) — Подъельник подбуковый [syn.  Hypopitys hypopheghea (Wallr.) G.Don (1834)]. По сравнению с подъельником обыкновенным у растений этого вида цветки голые, более мелкие, собраны в рыхлые соцветия[9].
- Monotropa uniflora L. (1753) typus — Подъельник одноцветковый. Вид встречается в Гималаях, Восточной Азии, а также в Северной и Центральной Америке от Аляски до Панамы, а также на севере Южной Америки (в Колумбии), при этом ареал вида имеет значительные разрывы. Растение довольно редкое. Обычно имеет белую окраску, но встречаются также розовые и красные экземпляры.